# Parantipathes hirondelle
Parantipathes hirondelle is een Antipathariasoort uit de familie van de Schizopathidae. De wetenschappelijke naam van de soort is voor het eerst geldig gepubliceerd in 2006 door Molodtsova.